# Hotel Russia
Hotel Russia er en dansk dokumentarfilm fra 1993, der er instrueret af Kristoffer Nyholm efter eget manuskript.

## Handling
Hotel Russia den 3. juni 1992. Moskvas største hotel. Russia betyder Rusland, og engang var dette kæmpehotel et internationalt mødested med liv og luksus. I dag er det mest russere og folk fra det tidligere Sovjetunionen, der bor her i fordums storheds tydelige forfald. Her er kosakker, prostituerede og veteraner fra Afghanistan. Alle taler om "biznes" og ønsker ikke at uddybe nærmere. Der spises, drikkes, danses, og livet går sin skæve gang på hotel Russia, der også er central for nyheder til hele verden. Nyheder fra landet, der ikke har mad nok, men masser af bomber... Hotel Russia bliver selve sindbilledet på Rusland af i dag - et minikosmos, der afspejler opløsning og kaos, men også overlevelsesvilje og frem for alt en usikker fremtid.